# Feira Hippie de Goiânia
A Feira Hippie de Goiânia-GO é uma das inúmeras feiras de Goiânia, mas sendo a maior feira ao ar livre do Brasil e da América Latina com aproximadamente 7.000 barraquinhas e em crescimento. Acontece aos sábados e domingos sempre na Praça do Trabalhador.
Sua historia começa na década de sessenta, quando alguns hippies expunham suas peças no Mutirama, posteriormente na Praça Universitária, depois na Praça Cívica até o local que se encontra atualmente, ou seja, na Praça do Trabalhador, portanto a Feira tem aproximadamente sessenta anos de existência.
Está instalada em um ponto histórico e turístico da cidade, na Praça do Trabalhador, ao lado do Terminal Rodoviário de Goiânia, próximo à antiga Estação Ferroviária de Goiânia, com vista para a Maria Fumaça.
A feira é composta por montares que se organizam e contam com associação e conta também com a Rádio Hippie que leva informação e música ao feirantes e visitantes a rádio existe desde de 1995 e conta com uma programação popular muito querida!

Nesta Feira o forte é a moda, sempre atual e com preços imbatíveis atrai excursões de todo Brasil e Mercosul. Também podem encontrar objetos diversos de diversos setores como do artesanato localizado em uma área em frente à antiga Estação Ferroviária. Como peças de crochê, porcelanas, cerâmicas, tachos feitos de cobre e peças de tear. Na Feira encontram artistas plásticos, alguns renomados, inclusive internacionalmente, com telas coloridas e belas. 
Também na Feira as pessoas encontram calçados, peças para o vestuário, artigos regionais, e inúmeras praças de alimentação espalhadas pela feira que tem comidas típicas de Goiás, como o famoso Empadão goiano, como também comidas típicas de outros estados brasileiros e até mesmo de outros países, além de produtos importados.
Pessoas de toda parte do país, notadamente das regiões norte e nordeste lotam em média quarenta ônibus para as compras no atacado pra revender em suas regiões.  
Com as inovações Tecnológicas a Feira Hippie de Goiânia conta com um aplicativo exclusivo que ajuda os expositores a levarem sua marca às milhares de pessoas que frequentam a feira. Para baixar o aplicativo basta acessar o link: Baixar no Playstore

Proposta de Revitalização

O projeto de revitalização da Praça do Trabalhador prevê um ambiente totalmente inclusivo, com a eliminação dos platôs, transformando o espaço em um elemento único, com declividade mínima para não causar desconforto aos pedestres e cadeirantes, e utilização de piso podotátil em todos os passeios, a fim de facilitar a acessibilidade de pessoas com problemas visuais.
As passarelas para pedestres ficarão nas laterais dos canteiros, interligadas por escadas e rampas acessíveis e as áreas pavimentadas contarão com áreas verdes para aumentar a permeabilidade.
Com a revitalização, a Praça vai contar com um posto da Guarda Municipal, três sanitários públicos, sendo um familiar, com 101 m² cada um, e o prédio da administração será equipado com uma enfermaria.
Feiras voltarão à Praça
Após o final das obras, a Feira Hippie voltará a funcionar na Praça, às sextas, sábados e domingos, com as bancas projetadas em metalon e uniformizadas na dimensão de 2,00 x 1,00, fixadas em conjunto de 30 bancas, sendo 15 de cada lado, cobertas com lona bege com fundo branco e beirais.

Por sua vez, a Feira da Madrugada retornará às quartas e quintas-feiras. Durante a semana funcionará um estacionamento para 1.272 vagas, contemplando todas as variáveis de veículos (carros, motos, bicicletas e ônibus). 